# Liste der Naturdenkmale in Hilgert
Die Liste der Naturdenkmale in Hilgert nennt die im Gemeindegebiet von Hilgert ausgewiesenen Naturdenkmale (Stand 13. Juni 2024).

## Naturdenkmale
| Nr.         | Bezeichnung       | Lage                                           | Beschreibung                         | Bild                                    |
| ----------- | ----------------- | ---------------------------------------------- | ------------------------------------ | --------------------------------------- |
| ND-7143-418 | Traubeneiche      | Hauptstraße, hinter Nr. 4 Lage                 | Quercus petraea                      | Fotos hochladen                         |
| ND-7143-419 | Felsengruppe Bühl | südöstlich des Ortes; Abteilung Bühl Lage      | flächenhaftes Naturdenkmal, ca. 1 ha | mehr Fotos \| Fotos hochladen           |
| ND-7143-421 | Alte Eiche        | östlich des Ortes; Abteilung Rothleibchen Lage | Quercus robur                        | Direkt Bild zu diesem Denkmal hochladen |